# Anders Celsius

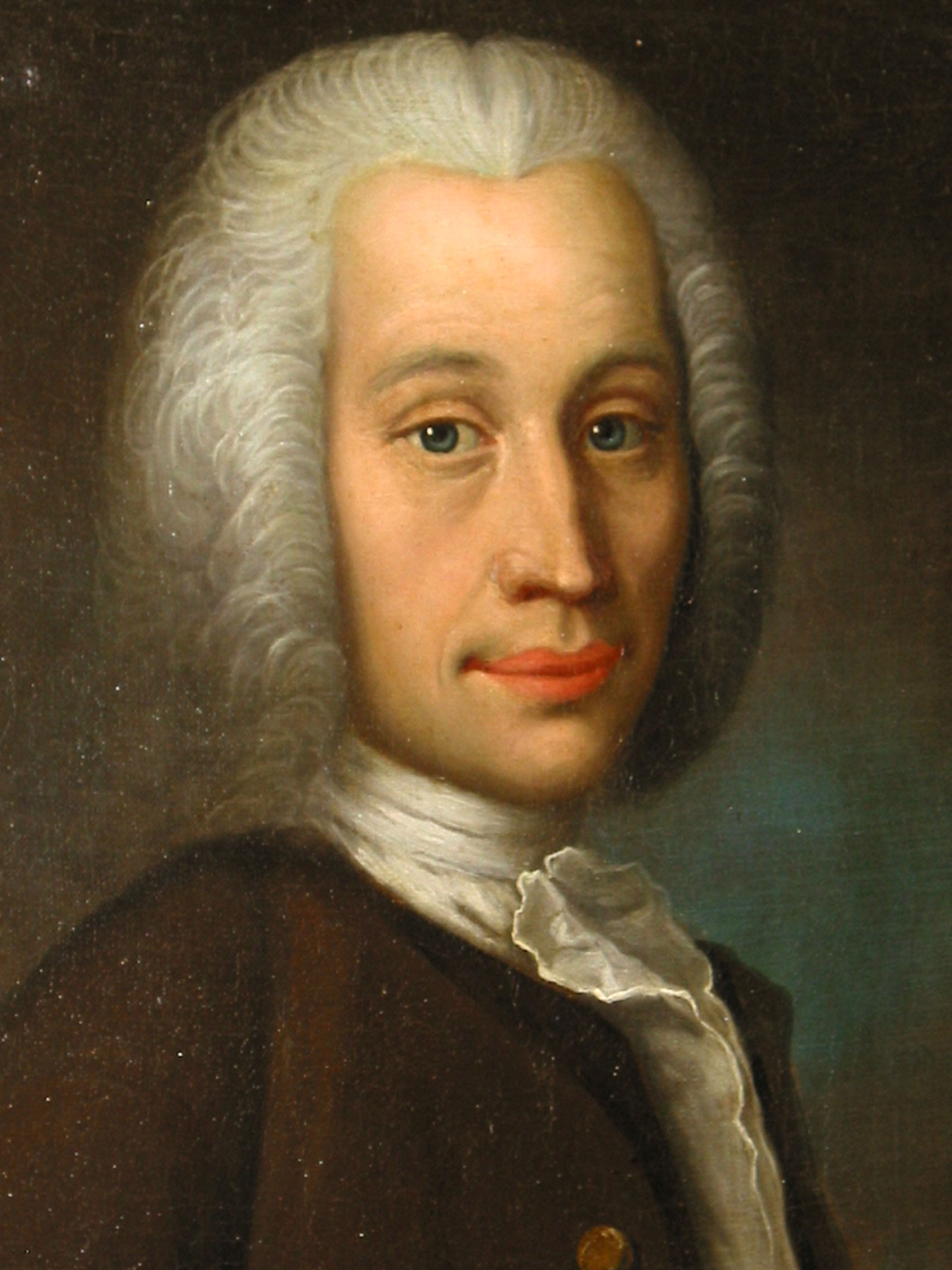
Anders Celsius

Anders Celsius (Aussprache [ˌanːdəʂ ˈsɛlːsiɵs], * 27. Novemberschwed. / 7. Dezember 1701greg. in Uppsala; † 25. Apriljul. / 6. Mai 1744greg. ebenda) war ein schwedischer Astronom, Mathematiker und Physiker, der vor allem durch das von ihm 1742 eingeführte Thermometersystem bekannt ist.

## Leben

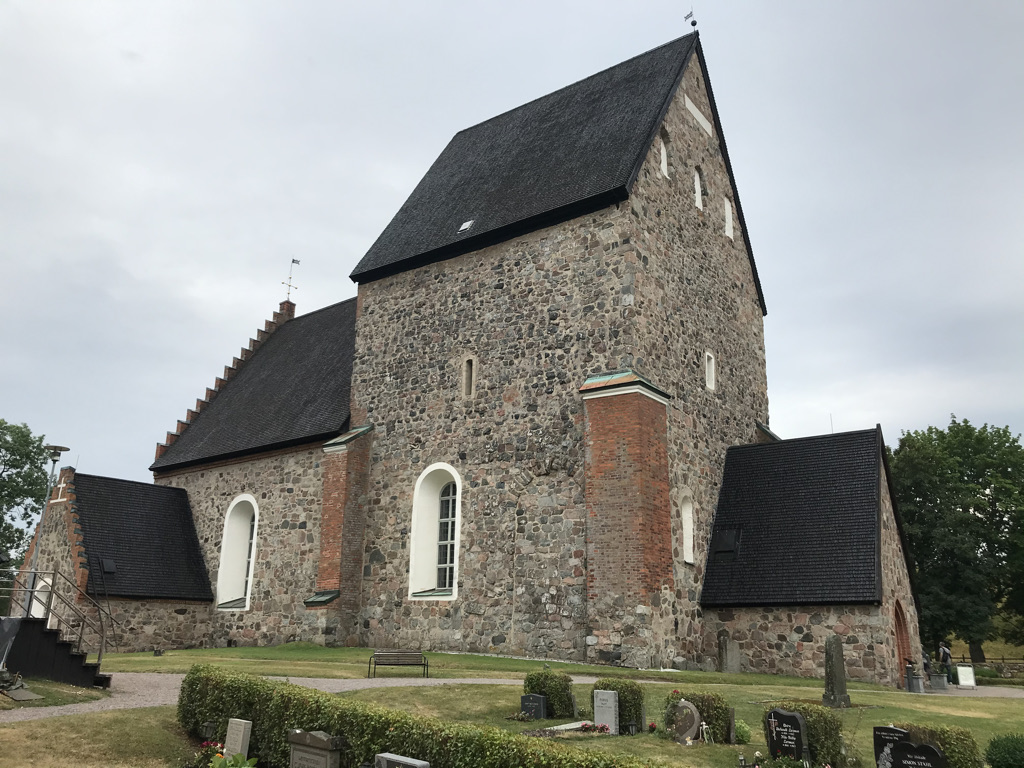
Kirche mit dem Grab von Anders Celsius in Gamla Uppsala

Anders Celsius wurde 1701 in Uppsala als Sohn des Astronomen Nils Celsius geboren und entstammt einer Familie vom Gut Doma in Ovanåker. Sein Onkel war Olof Celsius der Ältere. 
Er studierte an der Universität Uppsala und wurde dort 1730 Professor. Am 25. August 1733 wurde er mit dem akademischen Beinamen Marcus Manilius II. zum Mitglied (Matrikel-Nr. 441) der Leopoldina gewählt. Ab 1734 war er auswärtiges Mitglied der Preußischen Akademie der Wissenschaften. 1739 und 1743 amtierte er als Rektor der Universität Uppsala.
1736 nahm Celsius an einer Expedition zur Vermessung der Form der Erde teil. 1741 stellte er das erste schwedische Observatorium in Uppsala fertig. Er war außerdem auch Poet und Autor populärwissenschaftlicher Literatur.
Celsius vermaß als erster die Helligkeit von Sternen. Er fand heraus, dass Polarlichter das Magnetfeld der Erde stören. Und er stellte als einer der ersten fest, dass sich ein Großteil Skandinaviens langsam über den Meeresspiegel erhebt, ein kontinuierlicher Prozess seit dem Abschmelzen des Eises der letzten Eiszeit. 

Celsius starb am 6. Mai 1744 im Alter von 42 Jahren an Tuberkulose und wurde in der Kirche von Gamla Uppsala begraben.

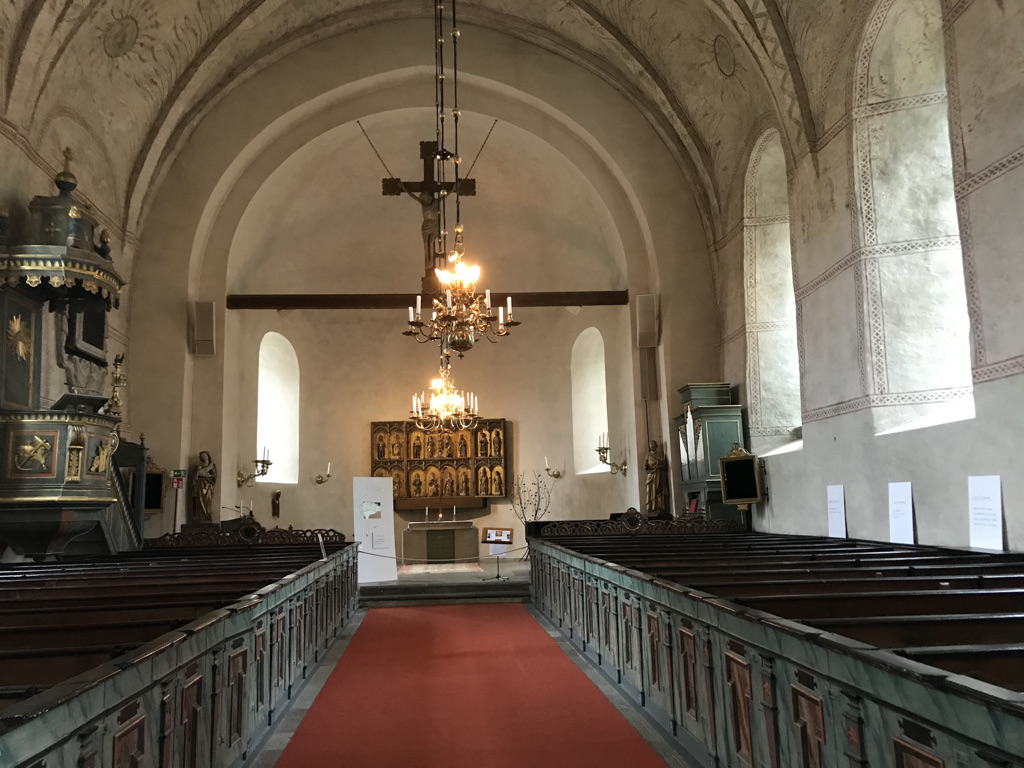
Kircheninnenraum Gamla Uppsala mit dem Grab von Anders Celsius in Gamla Uppsala

 Die Grabplatte befindet sich unter dem roten Teppich des Mittelgangs auf der linken Seite.

## Celsius-Temperaturskala

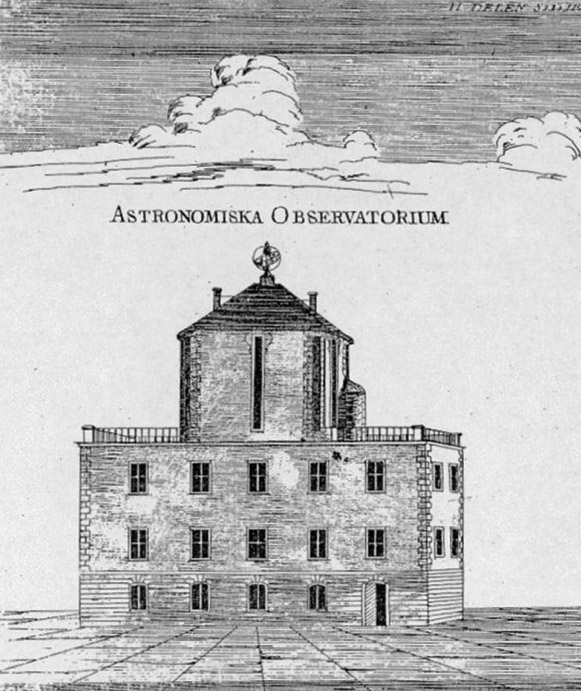
Celsius-Observatorium in Uppsala

Anders Celsius definierte 1742 die nach ihm benannte Temperatureinteilung Grad Celsius. Im Gegensatz zur heute verwendeten Celsius-Skala legte er den Siedepunkt von Wasser mit 0° und den Gefrierpunkt mit 100° fest. Durch Carl von Linné wurden 1745, ein Jahr nach Celsius’ Tod, die Fixpunkte der Skala vertauscht; heutzutage wird sie ausschließlich in letzterer Form verwendet. Das Revolutionäre war, dass Celsius vorgeschlagen hatte, sie als universelle Skala zu benutzen, um Temperaturen in der ganzen Welt zu vergleichen: Im Gegensatz zu anderen Forschern notierte er bei der genauen Bestimmung der Fixpunkte auch den herrschenden Luftdruck (760 mm auf der Quecksilbersäule) und legte so genaue Messbedingungen fest.
1948, ca. 200 Jahre nach der Einführung der Skala, wurde zu Ehren Celsius’ der Skalenabstand bei einem Celsius-Thermometer von einem Zentigrad bzw. Zentesimalgrad durch die 9. internationale Generalkonferenz für Maß und Gewicht offiziell in die Temperatureinheit Grad Celsius umbenannt. Das Originalthermometer kann heute im Museum der Universität Uppsala, dem Gustavianum, besichtigt werden. Es besteht, genau wie ein heutiges Thermometer, aus einem auf ein Holzbrett mit Skala montierten Quecksilberreservoir mit angesetzter Kapillare.

## Ehrungen
Nach ihm sind der Asteroid (4169) Celsius und der Mondkrater Celsius benannt.